# Global Communication
A Global Communication angol elektronikus zenei/ambient/indusztriális zenei/house/downtempo együttes. A zenekar 1992-ben alakult meg Yeovil-ban. Két tag alkotja: Mark Pritchard és Tom Middleton. A két zenész már szólóban is tevékenykedett különböző neveken. Lemezeiket főleg a "Dedicated Records" kiadó jelenteti meg.

## Diszkográfia
- Keongaku EP (1992)
- Pentamerous Metamorphosis (1993, 1998-ban remastered verzióban újból kiadták)
- 76:14 (1994, 2005-ben újból kiadták)
- Maiden Voyage (EP, 1994)
- Remotion: The Global Communication Remix Album (1995)
- The Way/The Deep EP (1996)
- The Groove EP (1997)
- Fabric 26 (2006)
- Back in the Box (2011)